# Парламентські вибори у Великій Британії 1841
Парламентські вибори у Великій Британії відбулися з 29 червня по 22 липня 1841 року.
Перемогу на виборах отримала Консервативна партія Великої Британії під керівництвом Роберта Піля. Правлячі віги на чолі з Лордом Мельбурном після виходу з коаліції ірландських націоналістів Деніела О'Коннелла понесли втрати та перейшли в опозицію. Чартисти, що мали велику популярність у народі, не змогли делегувати депутатів до парламенту через високий майновий ценз.

## Результати виборів
| Партія               | Лідер            | Відсоток голосів | Відсоток голосів | Місць в парламенті |
| Партія               | Лідер            | Кількість        | %                | Місць в парламенті |
| -------------------- | ---------------- | ---------------- | ---------------- | ------------------ |
| Консервативна партія | Роберт Піль      | 379 694          | 56,9%            | 367                |
| Віги                 | Вільям Мельбурн  | 273 902          | 41,1%            | 271                |
| Асоціація проти унії | Деніел О'Коннелл | 12 537           | 1,9%             | 20                 |
| Чартисти             |                  | 692              | 0,1%             | -                  |
| Всього               | Всього           | 666 825          | 100%             | 658                |